# Хибно позитивні та хибно негативні
Хи́бно позити́вне (англ. false positive) — це помилка в бінарній класифікації, в якій результат тесту неправильно вказує на наявність якогось стану, такого як захворювання, в той час як цього захворювання немає, тоді як хи́бно негати́вне (англ. false negative) — це протилежна помилка, коли результатові тесту неправильно не вдається вказати на наявність якогось стану, коли він присутній. Це — два типи помилок у бінарному тесті, на противагу до двох типів правильного результату, і́стинно позити́вного (англ. true positive) та і́стинно негати́вного (англ. true negative). Вони є також відомими в медицині як хи́бно позити́вний (та хи́бно негати́вний) діа́гноз, та в статистичній класифікації як істиннопозити́вна (та істиннонегати́вна) по́милка.
У перевірці статистичних гіпотез аналогічні поняття є відомими як помилки першого та другого роду, де позитивний результат відповідає відхиленню нульової гіпотези, а негативний результат відповідає не відхиленню нульової гіпотези. Ці терміни часто використовують як взаємозамінні, але існують відмінності в деталях та інтерпретації, через відмінності між медичним тестуванням та перевіркою статистичних гіпотез.

## Хибнопозитивна помилка
Хибнопозити́вна по́милка (англ. false positive error), або хи́бно позити́вне (англ. false positive) — це результат, який вказує на наявність заданого стану, тоді як його немає. Наприклад, тест на вагітність, який вказує, що жінка є вагітною, тоді як вона такою не є, або засудження невинної особи.
Хибнопозитивна помилка є помилкою першого роду, в якій тест перевіряє єдину умову, й неправильно видає ствердне (позитивне) рішення. Проте важливо відрізняти рівень помилок першого роду (англ. type 1 error rate), та ймовірність хибності позитивного результату. Остання є відомою як хибнопозитивний ризик (англ. false positive risk, див. неоднозначність у визначенні хибнопозитивного рівня нижче).

## Хибнонегативна помилка
Хибнонегати́вна по́милка (англ. false negative error), або хи́бно негати́вне (англ. false negative) — це результат тесту, який неправильно вказує, що умова не виконується. Наприклад, коли тест на вагітність вказує, що жінка не є вагітною, але вона є, або коли особу, винну в злочині, виправдано, то ці результати є хибно негативними. Умови «жінка є вагітною» та «особа є винною» виконуються, але тестові (тестові на вагітність, або судовому розглядові) не вдається усвідомити цю умову, й вони помилково вирішують, що особа є не вагітною, або не винною.
Хибнонегативна помилка є помилкою другого роду, яка трапляється в тесті, в якому перевіряють наявність єдиної умови, й результат тесту є помилковим, що ця умова відсутня.

## Пов'язані терміни

### Хибнопозитивний та хибнонегативний рівні
Хибнопозитивний рівень (англ. false positive rate) — це частка з усіх негативних, які все ж видають позитивні результати тесту, тобто, умовна ймовірність позитивного результату тесту за умови відсутності події.
Хибнопозитивний рівень дорівнює рівневі значущості. Специфічність тесту дорівнює 1 мінус хибнопозитивний рівень.
У перевірці статистичних гіпотез цю частку позначують грецькою літерою α, а 1 − α визначають як специфічність тесту. Збільшення специфічності тесту знижує ймовірність помилок першого роду, але може підвищити ймовірність помилок другого роду (хибно негативних, які відхиляють альтернативну гіпотезу, коли вона є істинною).
Відповідно, хибнонегати́вний рі́вень (англ. false negative rate) — це частка із позитивних, які дають негативний результат за цього тесту, тобто, умовна ймовірність негативного результату тесту за умови наявності шуканої умови.
У перевірці статистичних гіпотез цю частку позначують грецькою літерою β. «Потужність» (англ. «power», або «чутливість», англ. «sensitivity») тесту дорівнює 1 − β.

### Неоднозначність у визначенні хибнопозитивного рівня
Термін «рівень хибного виявляння» (РХВ, англ. false discovery rate, FDR) використовував Колкагун (2014) для позначення ймовірності того, що «значущий» результат був хибно позитивним. Пізніше Колкагун (2017) використовував для тієї ж величини термін «хибнопозитивний ризик» (англ. false positive risk, FPR), щоби запобігти плутанині з терміном РХВ, що використовують люди, які працюють із множинними порівняннями. Коригування для множинних порівнянь мають на меті коригування лише рівня помилок першого роду, тож результат є (скоригованим) p-значенням. Таким чином, вони є вразливими для такого ж неправильного тлумачення, як і будь-яке інше p-значення. Хибнопозитивний ризик є завжди вищим, часто набагато вищим за p-значення.
Переплутування цих двох ідей, помилка транспонованого обумовлення, наробила багато лиха. Через неоднозначність позначень у цій галузі важливо дивитися на визначення в кожній праці. Небезпеки покладання на p-значення підкреслив Колкагун (2017), вказавши, що навіть спостереження p = 0,001 не обов'язково було сильним свідченням проти нульової гіпотези. Незважаючи на те, що співвідношення правдоподібностей на користь альтернативної гіпотези над нульовою є близьким до 100, якщо ця гіпотеза була неправдоподібною, з апріорною ймовірністю реального ефекту 0,1, то навіть спостереження p = 0,001 матиме хибнопозитивний рівень 8 відсотків. Він не досягне навіть 5-відсоткового рівня. Як наслідок, було рекомендовано супроводжувати кожне p-значення апріорною ймовірністю існування реального ефекту, яку необхідно було би прийняти для досягнення хибнопозитивного ризику 5 %. Наприклад, якщо ми спостерігаємо p = 0,05 в єдиному експерименті, то щоби досягти хибнопозитивного ризику 5 %, до здійснення цього експерименту ми повинні бути впевненими в існуванні реального ефекту на 87 %.

### Робоча характеристика приймача
Стаття «Робоча характеристика приймача» розглядає параметри в статистичній обробці сигналів, що ґрунтуються на співвідношеннях похибок різних типів.

## Виноски
1. ↑  При розробці алгоритмів виявляння або тестів необхідно обирати баланс між ризиками хибно негативних та хибно позитивних. Зазвичай існує поріг того, наскільки близького збігу з заданим зразком мусить бути досягнуто, щоби алгоритм повідомив про збіг. Що вищим є цей поріг, то більше хибно негативних, і менше хибно позитивних.